# Jinglongqiao (sockenhuvudort i Kina, Hunan Sheng, lat 29,30, long 111,10)
Jinglongqiao är en sockenhuvudort i Kina. Den ligger i provinsen Hunan, i den södra delen av landet, omkring 220 kilometer nordväst om provinshuvudstaden Changsha. Antalet invånare är 9 979. Befolkningen består av 4 832 kvinnor och 5 147 män. Barn under 15 år utgör 14,0 %, vuxna 15-64 år 73 %, och äldre över 65 år 11,0 %.
Runt Jinglongqiao är det ganska tätbefolkat, med 207 invånare per kvadratkilometer. Närmaste större samhälle är Yanbodu, 14,8 km nordväst om Jinglongqiao. I omgivningarna runt Jinglongqiao växer huvudsakligen savannskog.
Genomsnittlig årsnederbörd är 1 751 millimeter. Den regnigaste månaden är maj, med i genomsnitt 282 mm nederbörd, och den torraste är december, med 30 mm nederbörd.